# Merindad de Sotoscueva
Merindad de Sotoscueva ist eine spanische Gemeinde (municipio) in der Provinz Burgos der Autonomen Gemeinschaft Kastilien und León mit 412 Einwohnern (Stand: 2024). Die Gemeindeverwaltung befindet sich in Cornejo.

## Lage
Merindad de Sotoscueva liegt etwa 90 Kilometer nordnordöstlich der Provinzhauptstadt Burgos. Die Bergkette in der Gemeinde bildet das Monumento Natural de Ojo Guareña.

## Dörfer und Weiler der Gemeinde
- Ahedo de Linares
- Barcenillas de Cerezos
- Bedón
- Butrera
- Cogullos
- Cornejo
- Cueva de Sotoscueva
- Entrambosríos
- Hornillalastra
- Hornillalatorre
- Hornillayuso
- Linares
- Nela
- La Parte de Sotoscueva
- Pereda
- Quintanilla-Sotoscueva
- Quintanilla-Valdebodres
- Quintanilla del Rebollar
- Quisicedo
- Rebollar
- Redondo
- Sobrepeña
- Vallejo de Sotoscueva
- Villabáscones de Sotoscueva
- Villamartín de Sotoscueva

## Bevölkerungsentwicklung
| Jahr      | 1981 | 1991 | 2001 | 2011 | 2021 |
| Einwohner | 928  | 833  | 683  | 521  | 445  |

## Sehenswürdigkeiten
- Jakobuskirche (Iglesia de Santiago Apostol) in Quisicedo
- Wasserfall von Mea

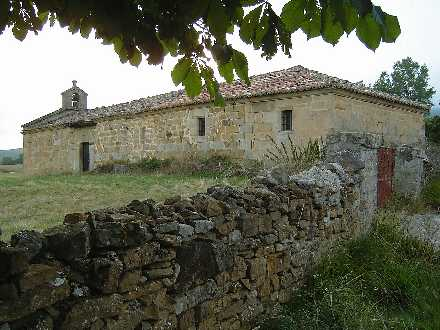
Einsiedelei San Bernabé
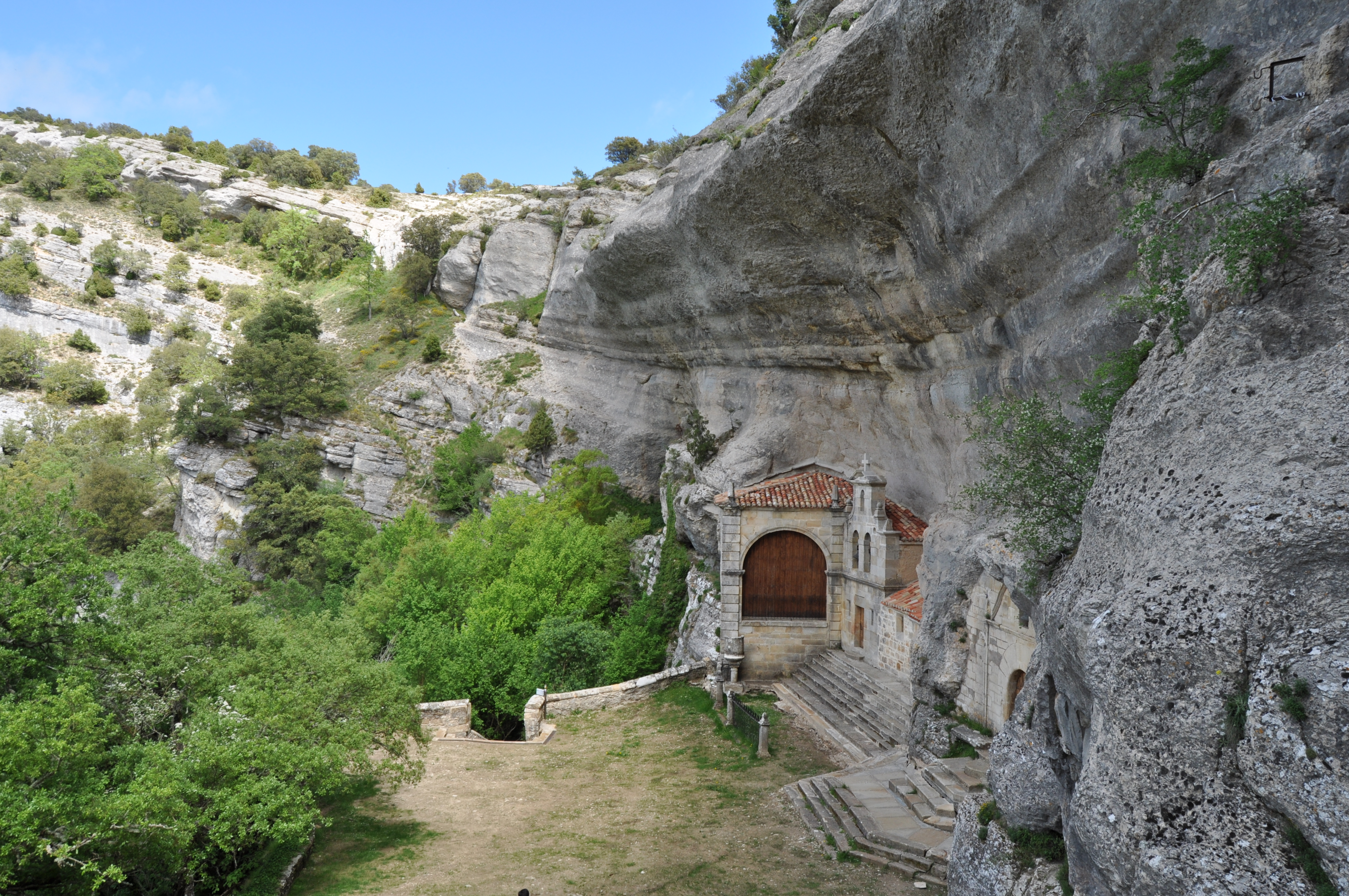
Einsiedelei San Roque

- Einsiedelei San Roque
- Einsiedelei San Bernabé